# 織田信休
織田 信休（おだ のぶやす）は、江戸時代前期から中期にかけての大名。大和国宇陀松山藩の第5代藩主、のち丹波国柏原藩の初代藩主。通称は右近。官位は従五位下壱岐守、山城守、近江守。高長系織田家4代。

## 生涯
延宝6年（1678年）8月17日、第4代藩主・織田信武の子として江戸において誕生した。
元禄3年（1690年）2月15日、第5代将軍・徳川綱吉に御目見する。元禄6年（1693年）12月23日、従五位下・壱岐守に叙任する。元禄8年（1695年）2月5日、家督を相続する。ただし、前年に父・信武がお家騒動「宇陀崩れ」で自殺した経緯によるものであり、8000石を減らした上での転封を命じられた。同年4月10日、丹波氷上郡、何鹿郡、天田郡内で2万石を与えられることになった。こうして織田家は、大和宇陀松山藩2万8000石から丹波柏原藩2万石に転封になった。元禄11年（1698年）4月21日、藩主として初めてお国入りする許可を得る。
信休は、柏原村の亀屋田助邸を仮御殿、井尻屋文七邸を仮公儀所として藩政を開始させた。正徳4年（1714年）5月27日にようやく柏原陣屋が完成し、落成式を行った。なお、転封となった信休は、従来の国主並の家格を返上した。官位もそれまでの当主は従四位下・侍従まで昇進したのに対して、以降の当主は従五位下止まりであった（織田信憑を除く）。
宝永元年（1704年）6月27日、大和川付替えの御手伝普請を命じられる。信休はたびたび現場の視察を行っている。正徳2年（1712年）2月2日、江戸の大名火消（方角火消）を命じられる。享保7年（1722年）11月29日、柏原において死去、享年45。徳源寺に葬られた。なお、明治維新後、同寺は廃寺となり、現在は14代・織田信民までが埋葬されている織田家廟所となっている。

## 系譜
- 父：織田信武（1655-1694）
- 母：智姫 - 徳川光友の養女 - 広幡忠幸の娘
- 正室：なし
- 室：生田氏
  - 次男：織田信朝（1709-1737）
  - 三男：織田信旧（1710-1783）
- 生母不明の子女
  - 四男：織田長卿
  - 四女：郁 - 柳原光綱[2]室、柳原紀光の母